# 番付上1人大関
番付上1人大関（ばんづけじょうひとりおおぜき）では、大相撲において大関が番付に1人のみ在位した状態だった例について述べる。

## 一人大関
大関が一人だけ在位し、東西に揃わない状態だった例は14例あるが、貴ノ花と貴景勝がそれぞれ2回記録しているため、12人の力士が番付上1人大関を経験している。
| 例 | 開始場所                   | 開始場所前の動向                    | 一人大関     | 最終場所                   | 場所数 | 終了理由                          |
| -- | -------------------------- | ----------------------------------- | ------------ | -------------------------- | ------ | --------------------------------- |
| 1  | 1936年（昭和11年）5月場所  | 男女ノ川が横綱昇進                  | 清水川元吉   | 1936年（昭和11年）5月場所  | 1      | 双葉山と鏡岩が同時昇進            |
| 2  | 1938年（昭和13年）1月場所  | 双葉山が横綱昇進 清水川が引退       | 鏡岩善四郎   | 1938年（昭和13年）5月場所  | 1      | 前田山が昇進*                     |
| 3  | 1944年（昭和19年）5月場所  | 名寄岩が関脇陥落                    | 前田山英五郎 | 1944年（昭和19年）10月場所 | 1      | 佐賀ノ花が昇進                    |
| 4  | 1955年（昭和30年）1月場所  | 栃錦が横綱昇進                      | 三根山隆司   | 1955年（昭和30年）5月場所  | 2      | 大内山が昇進                      |
| 5  | 1955年（昭和30年）9月場所  | 三根山が関脇陥落                    | 大内山平吉   | 1955年（昭和31年）9月場所  | 1      | 松登と若ノ花が同時昇進            |
| 6  | 1959年（昭和34年）5月場所  | 朝汐が横綱昇進                      | 琴ヶ濱貞雄   | 1959年（昭和34年）9月場所  | 3      | 若羽黒が昇進                      |
| 7  | 1966年（昭和41年）7月場所  | 北葉山が引退                        | 豊山勝男     | 1966年（昭和42年）7月場所  | 1      | 北の冨士が昇進                    |
| 8  | 1975年（昭和50年）1月場所  | 大麒麟が引退                        | 貴ノ花健士   | 1975年（昭和50年）1月場所  | 1      | 魁傑が昇進                        |
| 9  | 1979年（昭和54年）11月場所 | 旭國が引退                          | 貴ノ花利彰   | 1980年（昭和55年）1月場所  | 2      | 増位山が昇進                      |
| 10 | 1981年（昭和56年）5月場所  | 増位山が引退                        | 千代の富士貢 | 1981年（昭和56年）7月場所  | 2      | 千代の富士が横綱昇進 （大関空位） |
| 11 | 1981年（昭和56年）11月場所 | （大関空位） 琴風が昇進             | 琴風豪規     | 1982年（昭和57年）1月場所  | 2      | 隆の里が昇進                      |
| 12 | 2020年（令和2年）3月場所   | 豪栄道が引退 髙安が特例復帰失敗     | 貴景勝光信   | 2020年（令和2年）3月場所   | 1      | 朝乃山が昇進                      |
| 13 | 2023年（令和5年）1月場所   | 正代が関脇陥落 御嶽海が特例復帰失敗 | 貴景勝貴信   | 2023年（令和5年）5月場所   | 3      | 霧島が昇進                        |
| 14 | 2025年（令和7年）7月場所   | 大の里が横綱昇進                    | 琴櫻将傑     |                            |        |                                   |

- 太字の力士は大関以上で、斜字の力士は関脇以下の地位で2025年時点現役中。
- 史上8人目の番付上1人大関である貴ノ花は、2回記録しており、番付上1人大関合計3場所在位は当時の史上最多記録（現在2位）である。
- 史上11人目の番付上1人大関である貴景勝は、2回記録しており、史上2人目の番付上1人大関を2回経験している。また番付上1人大関合計4場所在位は、貴ノ花を超えて史上最多記録となる。
- 12人の内、最高位が横綱である力士は、前田山と千代の富士だけである。

## 在位場所
- 1位 貴景勝（4場所）
- 2位 琴ヶ濱・貴ノ花（3場所）
- 4位 三根山・千代の富士・琴風（2場所）
- 7位 清水川・鏡岩・前田山・大内山・豊山・琴櫻（1場所）

## 1人大関成績
1人大関在位期間の記録（2025年7月場所終了現在）
- 勝星
  - 1位 貴景勝（30勝22敗8休）勝率.576
  - 2位 千代の富士（27勝3敗）勝率.900
  - 3位 貴ノ花（26勝19敗）勝率.578
  - 4位 琴風（21勝9敗）勝率.700
  - 5位 琴ヶ濱（20勝16敗9休）勝率.556
  - 6位 三根山（12勝13敗5休）勝率.480
  - 7位 大内山（11勝4敗）勝率.733
  - 8位
    - 前田山（8勝2敗）勝率.800
    - 豊山（8勝7敗）勝率.533
    - 琴櫻（8勝7敗）勝率.533

  - 11位 清水川 （6勝5敗）勝率.545
  - 12位 鏡岩（5勝8敗）勝率.385

- 優勝
  - 千代の富士・貴景勝 1回

（その他の10人は1人大関在位中に優勝経験なし）